# Heinrich von Lehndorff
Le comte Heinrich Ahasverus von Lehndorff-Steinort, né le 22 juin 1909 à Hanovre et mort le 4 septembre 1944, pendu à la prison de Plötzensee, est un aristocrate prussien résistant au régime national-socialiste qui participa à la tentative d'attentat contre Hitler de juillet 1944.

## Biographie

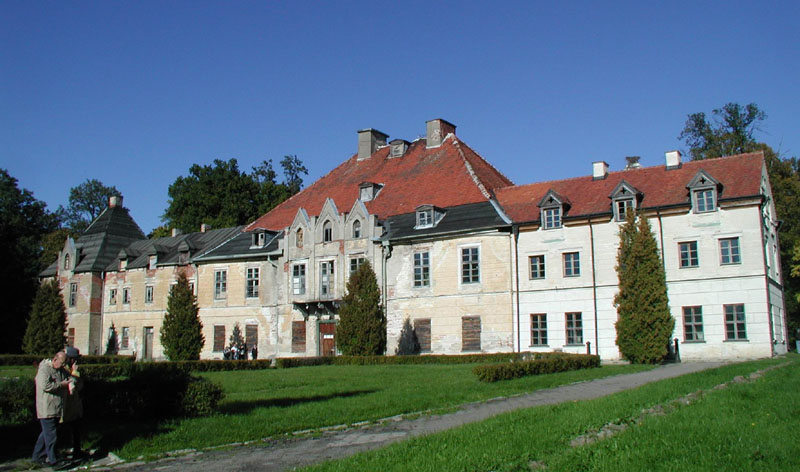
Ancienne propriété familiale de Steinort en province de Prusse-Orientale (aujourd'hui en Pologne)

Heinrich von Lehndorff appartient à une famille de l'aristocratie de la province de Prusse-Orientale dont les domaines se situaient près de Königsberg. Il passe sa jeunesse au château de Preyl, édifié par son grand-père à Wargen, en Sambie. Il étudie au fameux pensionnat de Rossleben en Thuringe, puis fait des études de commerce à Francfort. Il prend la direction des immenses domaines agricoles familiaux à partir de 1936 qui se trouvent à Steinort près du lac Mauer dans le district d'Angerburg. Heinrich von Lehndorff (que l'on surnomme Heini) et sa sœur Karin (surnommée Sissi) sont étroitement liés à leur cousine germaine Marion von Dönhoff, du château voisin de Friedrichstein. Ils sont tous les trois opposés au régime national-socialiste.
Lehndorff est témoin en 1941 d'un massacre de Juifs de la région de Borissov organisé par les Einsatzgruppen de la SS qui le révolte. De même le général von Tresckow (1901-1944) décide de mener la résistance contre Hitler et le convainc de se joindre à lui. Le comte von Lehndorff devient officier de liaison, en tant qu'Oberleutnant de réserve, de l'opération Walkyrie et doit recruter et informer des  résistants au régime dans la 1re circonscription militaire de Königsberg, tandis qu'un gouvernement de transition est préparé en province de Prusse-Orientale pour succéder au régime hitlérien. Lorsque l'attentat de « La Tanière du Loup »  (Wolfsschanze) échoue le 20 juillet 1944, Lehndorff est à Königsberg en vue de placer des représentants du général Beck. Il retourne donc dans sa propriété de Steinort en permission et parvient à prendre la fuite lorsque la Gestapo arrive pour l'arrêter, mais il se rend le lendemain pour ne pas mettre en danger sa famille. Il est emprisonné à Berlin. Il est jugé le 3 septembre 1944 par le Volksgerichtshof et condamné à mort. Il est pendu le jour suivant à la prison de Plötzensee de Berlin.

## Famille
Le comte von Lenhdorff laisse derrière lui son épouse, née comtesse Gottliebe von Kalnein (1913-1993), qui est enfermée dans un camp de concentration et parvient à survivre. De son mariage, sont issues quatre filles :
- Maria-Eleonore, dite Nona, a été l'épouse de 1957 à 1974 de Jan von Haeften, fils de l'opposant au nazisme, Hans Bernd von Haeften, elle a été ensuite la compagne du fils de Wieland Wagner, Wolf Siegfried Wagner ;
- Vera Gottliebe Anna, mannequin connu sous le nom de Veruschka ;
- Gabriele Pauline Agnes, épouse en 1968 le baron Armin von Plotho, elle est médecin et homéopathe ;
- Katharina, a été l'épouse de Hendrik Kappelhoff-Wulff, et est aujourd'hui designer pour sa société de ceintures pour la haute société.

Pendant la détention de leur mère dans un camp de concentration, les enfants étaient placés dans un orphelinat sous un autre nom. Leur tante Marion von Dönhoff a pu retrouver leur trace à la fin de la guerre. Leur mère achète plus tard une propriété à Conow en Bavière et s'y installe avec ses filles. Elle donne alors des cours d'histoire de l'art et de philosophie avec le philosophe Fritz Schrantz.